# Cyanea cylindrocalyx
Cyanea cylindrocalyx är en klockväxtart som först beskrevs av Joseph Rock, och fick sitt nu gällande namn av Thomas G. Lammers. Cyanea cylindrocalyx ingår i släktet Cyanea, och familjen klockväxter. Inga underarter finns listade i Catalogue of Life.